# Habitatge a la carretera de Santa Pau, 6-8 (Olot)
L'Habitatge a la carretera de Santa Pau, 6-8 és un edifici d'Olot (Garrotxa) inclòs a l'Inventari del Patrimoni Arquitectònic de Catalunya.

## Descripció
Es tracta d'unes cases entre mitgeres de planta rectangular i teulat a dues aigües. Foren concebudes com dos habitatges independents amb idèntica organització arquitectònica: portes d'accés descentrades, finestres de ventilació i dos grans entrades per a carruatges. Aquestes obertures són d'arc de mig punt rebaixat. El primer pis disposa de grans balconades, sostingudes per mènsules decorades amb motius florals estilitzats i dues portes d'accés emmarcades per un guardapols d'estuc, ornat amb fulles. Les obertures del segon pis estan igualment decorades amb guardapols d'estuc, ornats amb flors.

## Història
La segona meitat del segle xix fou un moment molt conflictiu a la Garrotxa. Les lluites polítiques obligaren la fortificació dels turons més propers a Olot, mentre que l'Hospici i l'església parroquial servien de caserna. Malgrat tot, un fort nucli industrial s'havia generat vora el Fluvià i progressivament es va augmentant la població i es consolida una forta classe benestant. Aquesta darrera serà la protectora del fort impuls constructiu.